# Nichinan-Kaigan-Quasi-Nationalpark
Der Nichinan-Kaigan-Quasi-Nationalpark (japanisch 日南海岸国定公園 Nichinan kaigan kokutei kōen) ist einer von über 50 Quasi-Nationalparks in Japan. Die Präfekturen Miyazaki und Kagoshima sind für die Verwaltung des etwa 45 km² umfassenden Parks zuständig. Das Parkgebiet umfasst eine Fläche von ca. 270 km². Mit der IUCN-Kategorie V ist das Parkgebiet als Geschützte Landschaft/Geschütztes Marines Gebiet klassifiziert.